# Římskokatolická farnost Jablonec nad Jizerou
Římskokatolická farnost Jablonec nad Jizerou je územním společenstvím římských katolíků v rámci jilemnického vikariátu královéhradecké diecéze.

## O farnosti

### Historie
Duchovní správa v Jablonci nad Jizerou vznikla až v 16. století, kdy je doložena existence kostela, zasvěceného svatému opatu Prokopovi. Jablonec byl spravován z farnosti Horní Branná a následně Rokytnice.  Samostatnou duchovní správu získal roku 1721.
Stará fara, postavená v roce 1721, byla v roce 1813 nahrazena barokně-klasicistní novostavbou. Farní kostel svatého Prokopa byl vystavěn v letech 1775–1776 na místě strženého dřevěného kostela; rozšiřován pak ještě v roce 1893. Farnost je na jihu a východě hraniční farností královéhradecké diecéze. Sousedí zde s farnostmi turnovského vikariátu litoměřické diecéze.

#### Přehled duchovních správců
- 1986-2000 R.D. Mgr. Josef Mazura (administrátor)
- od r. 2001 R.D. Mgr. Ivo Kvapil (administrátor)

### Současnost
Farnost má sídelního duchovního správce, který je zároveň administrátorem ex currendo ve farnostech Harrachov, Poniklá a Rokytnice nad Jizerou.
| Kostel                     | Místo                | Bohoslužba             | Bohoslužba             | Poznámka        |
| -------------------------- | -------------------- | ---------------------- | ---------------------- | --------------- |
| Kostel sv. Prokopa         | Jablonec nad Jizerou | neděle pátek           | 10.30 18.00            | farní kostel    |
| Kaple Panny Marie          | Jablonec nad Jizerou | neslouží se pravidelně | neslouží se pravidelně | hřbitovní kaple |
| Kaple Panny Marie          | Stromkovice          | neslouží se pravidelně | neslouží se pravidelně | obecní kaple    |
| Kaple sv. Jana Nepomuckého | Vojtěšice            | neslouží se pravidelně | neslouží se pravidelně | obecní kaple    |